# Roberto Britto
Roberto Pereira de Britto (Jequié, 3 de abril de 1951) é um médico e político brasileiro.
Médico ortopedista formado pela Universidade Federal da Bahia em 1976, Foi Deputado Federal pelo Estado da Bahia no Período de	1 de fevereiro de 2007
até 1 de fevereiro de 2019 foi presidente da Associação Baiana de Médicos e Residentes e professor da Universidade Estadual do Sudoeste da Bahia.
Nas eleições de outubro de 2018 foi candidato ao cargo de Deputado Estadual da Bahia pelo PP na coligação FORÇA DO TRABALHO PELA BAHIA, obteve 38. 939 VOTOS porem NÃO foi eleito
Pelo PFL, elegeu-se prefeito de Jequié em 1996 e reeleito em 2000. Em 2006, pelo PP, foi eleito deputado federal.
Preside desde maio de 2009 a Comissão de Legislação Participativa da Câmara.
Em abril de 2017 votou a favor da Reforma Trabalhista. Em agosto de 2017 votou contra o processo em que se pedia abertura de investigação do então Presidente Michel Temer, ajudando a arquivar a denúncia do Ministério Público Federal.